# Некрыловский
Некрыловский — посёлок в Новохопёрском районе Воронежской области России. Входит в состав Коленовского сельского поселения. До 2011 года посёлок входил в состав ныне упразднённого Берёзовского сельского поселения.

## География
Находится в восточной части Воронежской области, примерно в 24 км к западу-юго-западу (WSW) от районного центра, города Новохопёрск, на высоте 155 метров над уровнем моря.

## Население
| 2010 |
| ---- |
| 141  |

По данным Всероссийской переписи, в 2010 году численность населения посёлка составляла 141 человек (66 мужчин и 75 женщин).

## Улицы
Уличная сеть посёлка состоит из одной улицы (ул. Садовая).